# باد راس
باد راس (انگلیسی: Bud Ross؛ ‏ ۸ نوامبر ۱۸۶۸ – ۱۹ مارس ۱۹۳۲) بازیگر و فیلم‌نامه‌نویس اهل ایالات متحده آمریکا بود.
از فیلم‌هایی که وی در آن نقش داشته‌است، می‌توان به مأمور لباس‌شخصی، دوباره آمد، بز، همبازی‌ها، آس و پاس، مفت‌خور، کندی کید، دیوانگان خمیر، سرآشپز، برده، سرکش، خدمتکار آسایشگاه، روز مرخصی او، صبح زود، میلیونر، شرور، تامال و دختران نانجیب و عاشقان اتل اشاره کرد.